# Hypnotica
Hypnotica – debiutancki album studyjny włoskiego DJ-a i producenta Benny’ego Benassiego wydany w 2003 roku (jako Benny Benassi Presents The Biz). Na płycie znajdują się utwory zaliczane do takich gatunków muzyki elektronicznej jak electro house, czy też electroclash. Album został nagrany wraz z brytyjsko-rumuńską formacją The Biz. Jej członkowie - Violeta oraz Paul French - użyczyli głosów w większości utworów.

## Lista utworów
1. Satisfaction – 4:44
2. Able To Love – 3:26
3. No Matter What You Do – 4:06
4. Let It Be – 4:31
5. Love Is Gonna Save Us – 5:04
6. Inside Of Me – 3:50
7. I Wanna Touch Your Soul – 4:06
8. I'm Sorry – 4:35
9. Time – 4:41
10. Put Your Hands Up – 3:54
11. Get Loose – 5:09
12. Change Style – 3:43
13. I Love My Sex[1] – 3:26
14. Don't Touch Too Much[1] – 5:49